# یان اور
یان اور (انگلیسی: Ian Ure؛ زادهٔ ۷ دسامبر ۱۹۳۹) بازیکن فوتبال اهل بریتانیا است.
از باشگاه‌هایی که در آن بازی کرده‌است می‌توان به باشگاه فوتبال منچستر یونایتد، باشگاه فوتبال داندی، باشگاه فوتبال سنت میرن، باشگاه فوتبال آرسنال، و تیم ملی فوتبال اسکاتلند اشاره کرد.